# Dexiinae
Dexiinae (лат.) — подсемейство двукрылых семейства тахин.

## Описание
Ариста обычно голая или короткоопушённая, редко перистая (Dexini). Простернум голый или в волосках. Покровы яйца обычно тонкие и прозрачные, но у Voriini они утолщённые и обычно непрозрачные.

## Образ жизни
Личинки являются паразитоидами жуков, в основном относящихся к семейству пластинчатоусых, реже паразитируют на долгоносиках, рогачах, златках или усачах. Личинки трибы Voriini развиваются в гусеницах чешуекрылых и пилильщиков. Для всех представителей подсемейства свойственно яйцеживорождение. Личинка выходит из яйца в момент его откладки. Самки представителей триб Voriini и Dufouriini откладывают яйца на тело хозяина, а для трибы Dexiini характерна откладка яиц в местах обитания хозяев.

## Классификация
В мировой фауне 1491 вид. В подсемействе выделяют 13 триб:
- Dexiini (129 родов)
- Doleschallini (2 рода)
- Dufouriini (14 родов)
- Epigrimyiini (2 рода)
- Eutherini (2 рода)
- Freraeini (1 род)
- Imitomyiini (3 рода)
- Parerigonini (3 рода)
- Rutiliini (8 родов)
- Sophiini (9 родов)
- Telothyriini (7 родов)
- Uramyini (5 родов)
- Voriini (118 родов)

## Распространение
Представители подсемейства обитают во всех зоогеографических областях. Наибольшее видовое разнообразие отмечено в Неарктике (481 вид) и Палеарктике (331 вид), а минимальное в Афротропике (136 видов) и Ориентальной области (188 видов).